# NASCAR Thunder 2004
NASCAR Thunder 2004 é um jogo eletrônico simulador de corrida publicado pela EA Sports lançado em 2003 para PlayStation, PlayStation 2, Xbox e Windows, uma versão para Nintendo GameCube foi anunciada, mas posteriormente foi cancelada. Ele apresenta o campeão de 2002, Tony Stewart, na capa, sendo o único jogo da série com o campeão na capa da temporada anterior.
A principal característica dessa versão é o recurso "Rancores e Alianças", baseado no estilo e na atitude de condução do jogador. Se o jogador dirige sujo e esbarra em outros pilotos, mesmo que tenha sido um acidente não intencional, esse piloto se torna um "Rival", e esbarra no jogador se eles se encontrarem mais tarde na corrida. No entanto, se o jogador escolhe o oponente (um novo recurso para o jogo), o nível de rancor desse rival diminui. Se o jogador escolher um piloto neutro por tempo suficiente, ele se tornará um "Aliado" e, às vezes, deixará o jogador passar. Por outro lado, se o jogador encontrar um aliado, a aliança cairá lentamente. A quantidade máxima de severidade para rancores e alianças é -100 e +100, respectivamente. O jogador pode ver seus quatro maiores rancores e alianças no final da corrida. Nos modos Temporada e Carreira, os rancores e alianças que o jogador faz transitam para as futuras corridas.